# Silțea-Mlînivski, Ratne
Silțea-Mlînivski (în ucraineană Сільця-Млинівські) este un sat în comuna Mlînove din raionul Ratne, regiunea Volînia, Ucraina.

## Demografie
Componența lingvistică a localității Silțea-Mlînivski
     Ucraineană (97,87%)
     Belarusă (2,13%)
Conform recensământului din 2001, majoritatea populației localității Silțea-Mlînivski era vorbitoare de ucraineană (97,87%), existând în minoritate și vorbitori de belarusă (2,13%).